# نیوبراراسور

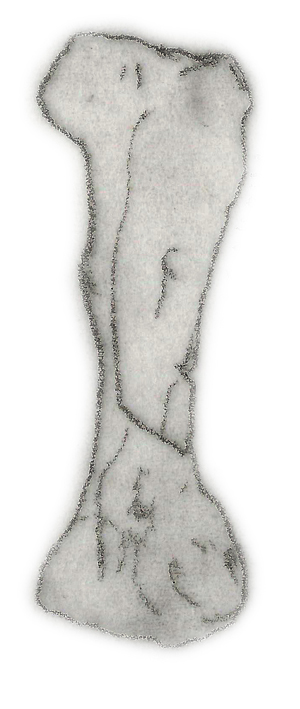
تصویری از استخوان نیوبراراسور

نیوبراراسور (نام علمی: Niobrarasaurus) نام یک سرده از تیره برجسته‌خزندگان است.